# أليسيا باترسون
أليسيا باترسون (بالإنجليزية: Alicia Patterson)‏ هي محرِّرة أمريكية، ولدت في 15 أكتوبر 1906 في نيويورك في الولايات المتحدة، وتوفيت في 2 يوليو 1963.

## وصلات خارجية
- أليسيا باترسون على موقع الموسوعة البريطانية (الإنجليزية)
- أليسيا باترسون على موقع إن إن دي بي (الإنجليزية)